# Chonemorpha pedicellata
Chonemorpha pedicellata är en oleanderväxtart som beskrevs av Ananda R. Rao. Chonemorpha pedicellata ingår i släktet Chonemorpha och familjen oleanderväxter. Inga underarter finns listade i Catalogue of Life.